# Aulos (instrument)
Vous lisez un « bon article » labellisé en 2016.
Pour les articles homonymes, voir Aulos et Tibia (homonymie).
L’aulos (prononcer [o.lɔs]) est un instrument à vent très utilisé durant toute l'Antiquité au cours de rites religieux et sociaux. Appelé aulos dans la Grèce antique et tibia dans la Rome antique, c'est un instrument à anche battante, simple ou double, composé principalement d'un tuyau percé de trous, joué le plus souvent par paire (ce qui lui a valu d'être décrit comme « flûte double », ce qui est totalement erroné). À partir du Ier siècle de notre ère, les Romains lui apportent quelques innovations techniques.
Le joueur d'aulos, appelé « aulète » (en latin tibicen), avait un rôle central dans les sacrifices. Il était une des grandes vedettes des Jeux panhelléniques et détenait le rôle de chef dans l'« orchestre » antique.
L’aulos fait partie de la classe des auloï ([o.lɔj]) qui désigne plusieurs instruments à vent de la Grèce antique, clarinette, hautbois et flûte, à l’exclusion des cors et des trompettes en raison d'une différence de contexte de jeu (surtout martial pour ces derniers).

## Histoire

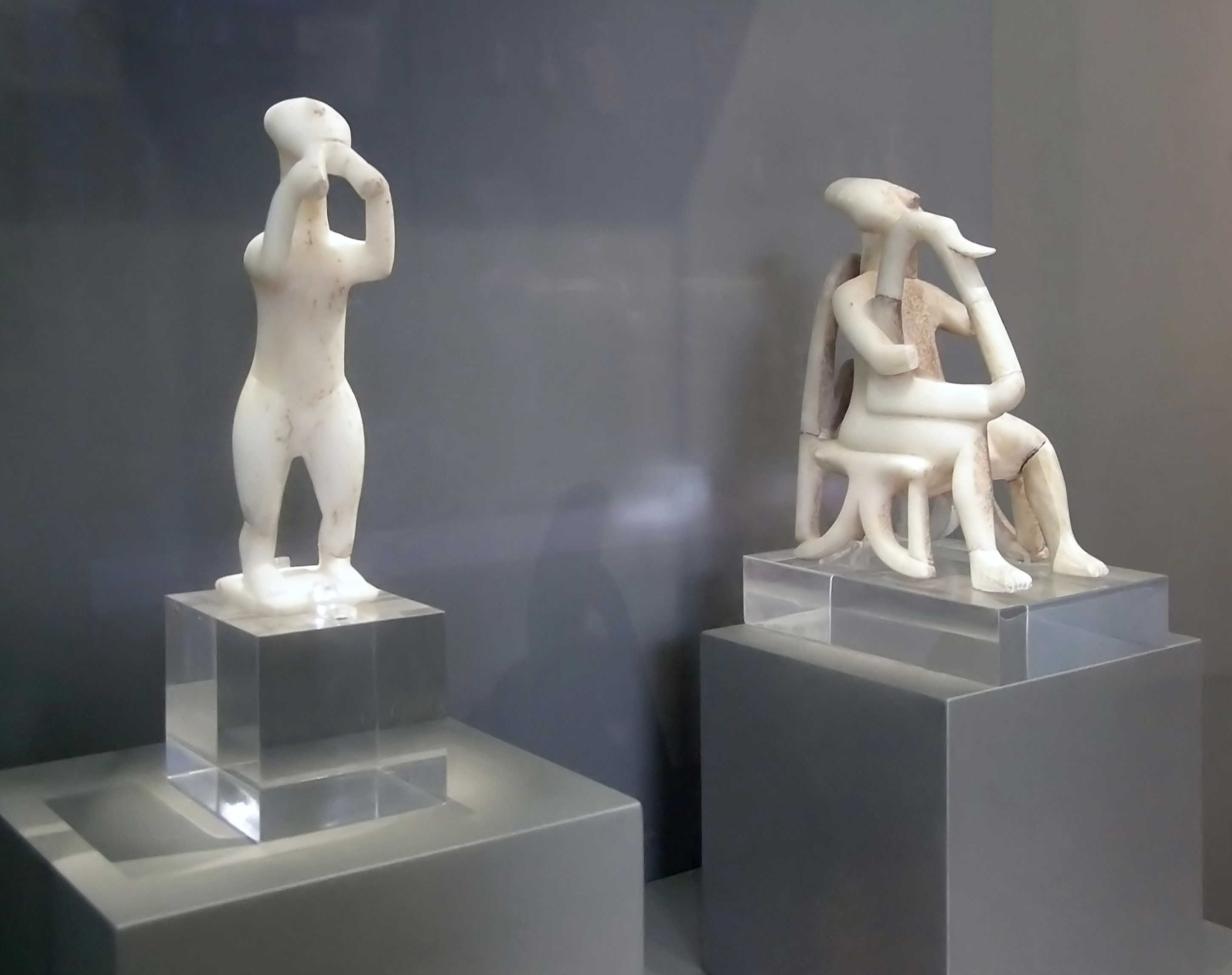
Joueurs d'aulos et de harpe, statues cycladiques de marbre, -2600 - Musée national archéologique d'Athènes.

L'origine de l'aulos grec remonterait à la civilisation des Cyclades qui s'est développée entre le IIIe et le IIe millénaire av. J.-C., parallèlement à d'autres instruments à anche dont la provenance incertaine pourrait être située en Phrygie voire en Libye antique. Un instrument similaire à l'aulos à deux tuyaux apparaît plus d'un millénaire après, avec la XVIIIe dynastie égyptienne qui a régné entre 1550 et 1292 av. J.-C..
Les sources témoignant de son utilisation dans la civilisation grecque s'étalent historiquement du VIe siècle av. J.-C. au IVe siècle de notre ère, ce qui représente au total une dizaine de siècles, et géographiquement sur toute l'étendue du monde antique  de la France au Tadjikistan, et en Afrique jusqu'au Soudan). Quelques instruments complets et plusieurs centaines de fragments sont conservés dans les musées, surtout en Grèce et en Italie. Il en reste probablement de nombreux autres ailleurs qui ne sont pas encore répertoriés. Les fragments découverts sont généralement en os ou en ivoire, et les seuls exemplaires connus en bois sont exposés au musée du Louvre et au British Museum,.

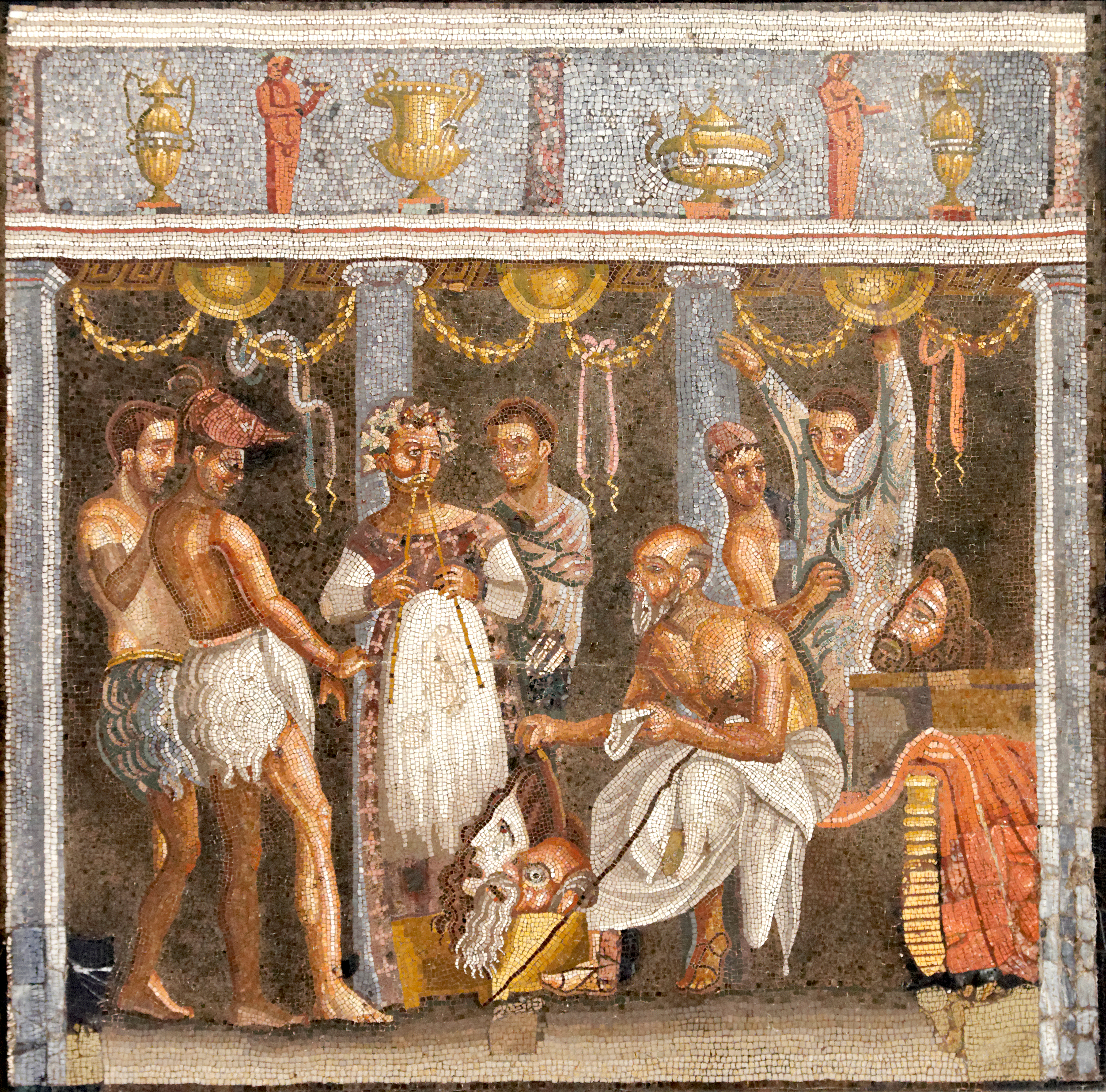
Mosaïque de la maison du Poète tragique (Pompéi), acteurs et musiciens se préparant - Musée archéologique national de Naples.

L'aulos n'a jamais été considéré par les Grecs et les Romains comme un instrument « national », mais il était associé à presque toutes les occasions de jeu dans un contexte social. Il a fait l'objet de nombreux concours : une épreuve de solo d'aulos a existé dès le début des Jeux pythiques, à partir de 586 av. J.-C., alors que le solo de lyre n'a commencé qu'en 558 av. J.-C.. L'aulos est utilisé dans les banquets, aux funérailles ou encore pendant les sacrifices religieux, mais aussi dans la marine de guerre pour rythmer les mouvements des rames. En Grèce tout le monde en joue, que ce soit un simple bambou ou roseau percé, ou un instrument de professionnel fabriqué par un luthier.
La puissance artistique et émotive de l'aulos est fréquemment mise en avant dans l'Antiquité : Pythagore aurait ramené de jeunes gens ivres à la raison en faisant jouer un air de libation par un aulète, démontrant que l'aulos avait plus de pouvoir que les philosophes... Ses disciples lui ont consacré (comme pour la lyre) de nombreux écrits, c'était d'ailleurs en Grèce un élément essentiel de l'éducation aristocratique. Ce n'était pas le cas chez les Romains, mais la tibia restait très utilisée dans les cérémonies religieuses. Cependant, entre 450 av. J.-C. et 440 av. J.-C., l'aulos a été banni de l'éducation des citoyens d'Athènes, et un peu plus tard de l'école socratique. Les autres États ont suivi, à l'exception de la Béotie. Il devient alors un instrument de professionnels, principalement étrangers.
La tibia est chez les Romains l'instrument le plus courant ;
Ovide écrit dans ses Fastes : « la tibia chantait dans les temples, elle chantait dans les jeux, elle chantait dans les lugubres funérailles ».
Elle bénéficie aussi de nombreuses innovations techniques à partir du Ier siècle.
Les dernières mentions de cet instrument sont faites par des poètes aux IVe et Ve siècles avant qu'il ne disparaisse, probablement du fait de la difficulté de sa pratique liée à l'abaissement du niveau des études au moment de l'effondrement de l'Empire, et du rejet par l'Église chrétienne des cérémonies païennes auxquelles la tibia était fortement associée.

## Étymologie et terminologie

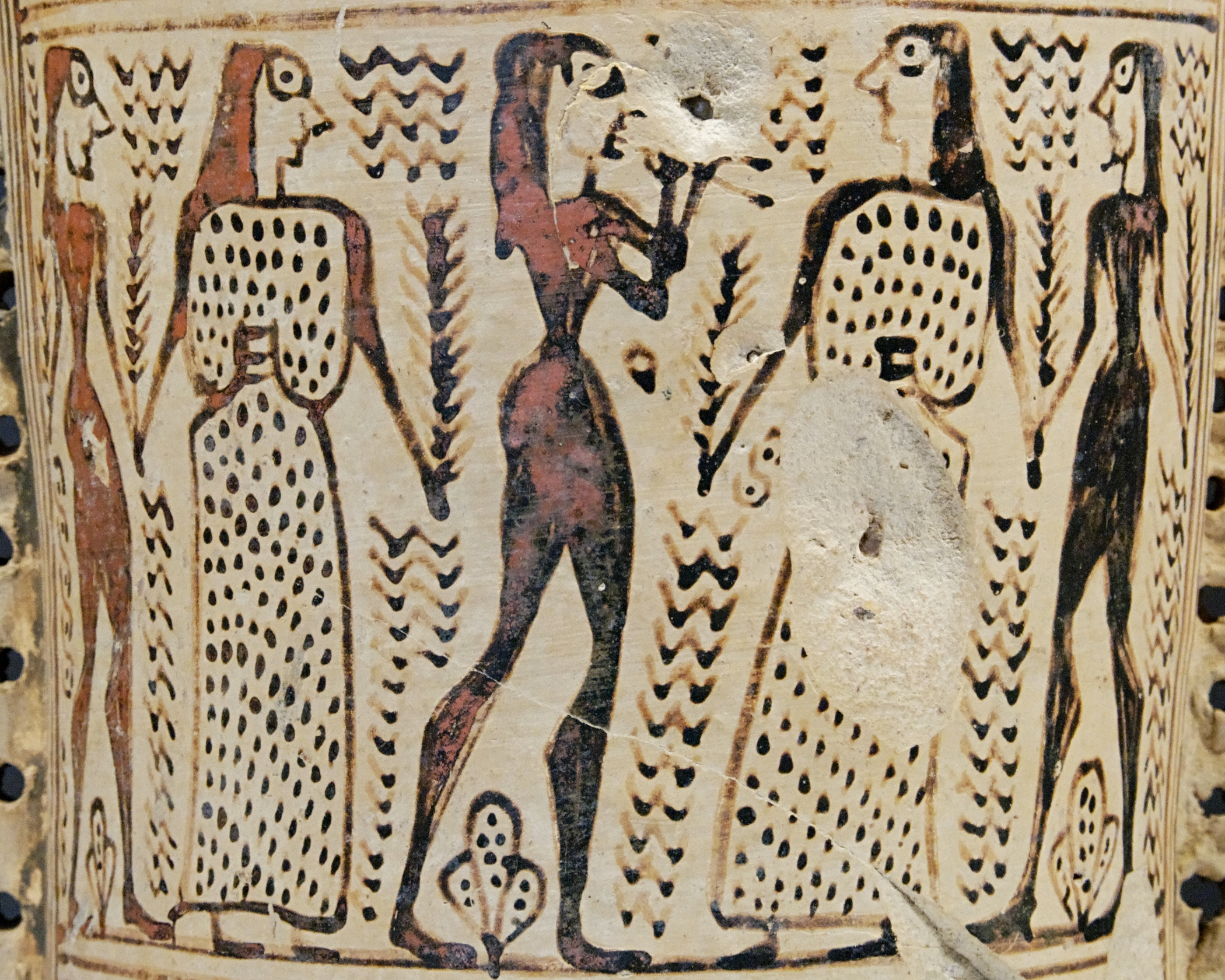
Aulète et couples de danseurs, détail d'une loutrophore, 700 av. J.-C., musée du Louvre.

L'aulos (grec ancien : αὐλός, prononcer [o.lɔs] plutôt [au̯ˈlos], latin : tibia) est incorrectement traduit par « flûte ».
Le mot « αὐλός » est étymologiquement apparenté à « ἄημι » qui signifie souffler.
Le terme « aulos », au singulier, désigne l’instrument : à la fois le monaule (tuyau joué seul), ou sa version double (auloi doubles) qui reste au singulier. De même, le terme latin tibia désigne en général les doubles tibiae beaucoup plus courantes. Le terme au pluriel, « auloi » (grec ancien : αὐλοί, [o.lɔj], latin : tibiae), désigne à la fois la classe des instruments à vent, et plus spécifiquement celle des instruments à anche.
L'instrumentiste qui joue de l'aulos est appelé « aulète » (tibicen en latin, pluriel tibicines),. Une joueuse d'aulos a un nom particulier : aulétris (au pluriel aulétrides et en latin tibicina). Les aulètes spécialisés avaient un titre : le choraule était un accompagné par un chœur, le pythaule ou aulète pythique était un participant aux concours des Jeux pythiques.
L'« aulétique » définit l'art de jouer de l'aulos. L' « aulodie » est un chant accompagné par un joueur d'aulos, composé et chanté par un « aulode ».
L'aulos grec à tuyaux cylindriques était nommé hellenikos aulos, les autres types d'instruments étaient nommés selon leur composition, leur origine ou leur usage. On distingue en particulier l'aulos phrygien, ou phrygiaulos, ou encore élymos (αὐλός φρὐγιος, en latin tibia phrygia ou tibia Berecynthia) d'origine étrangère qui a toujours conservé sa connotation exotique. Autre exemple, le kéraulès ou le kérataulès (en latin ceraula, vient de kéras qui signifie « corne »), qui était utilisé pour les funérailles.
L'autre grande famille d'auloi (ou de tibiae pour les Romains), dépourvue d'anche, est celle des syringes (grec ancien : σύριγγες, latin : fistulae).

## Description

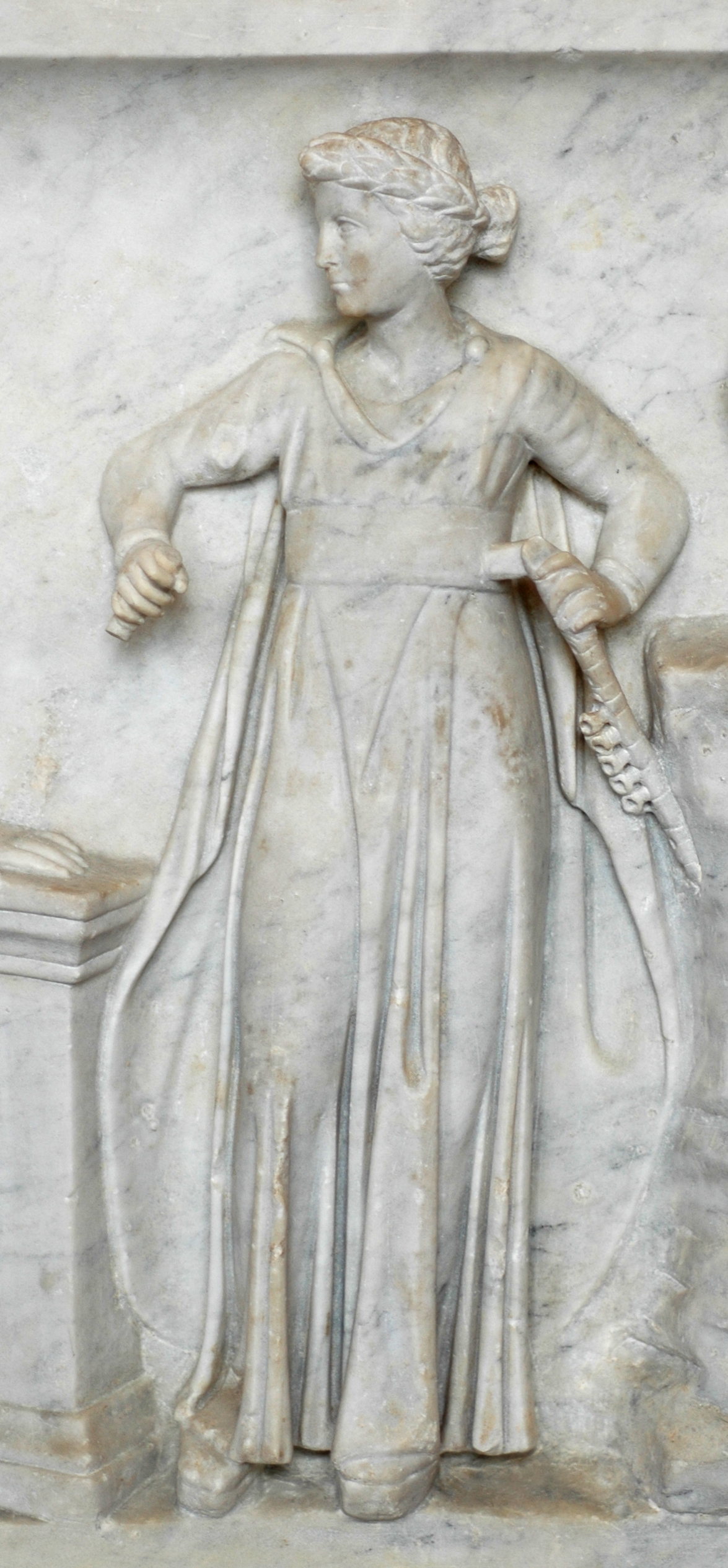
La muse Euterpe tenant un aulos comportant des tubulures,, musée du Louvre.

L'aulos est un instrument à vent antique. C’est un instrument à anche battante, simple (du type de la clarinette) ou double (du type du hautbois,), composé de bulbes d'accord et d'un tuyau cylindrique percé de trous, joué le plus souvent par paires. Un aulos couvrait, selon sa longueur et la position de ses trous, une ou deux octaves.
Les instruments actuels les plus proches seraient : de type clarinette polyphonique, l'arghoul égyptien, à deux tuyaux, et la launeddas sarde à triples tuyaux; de type hautbois, mais à tuyau simple, le duduk, joué dans le Caucase. Parmi les instruments anciens, de type hautbois à perce cylindre citons le cromorne.
La classe des auloi désigne l'ensemble des instruments à vent de la Grèce antique, ce qui inclut l'aulos, la clarinette (ancienne, de type chalémie) et la flûte, à l’exclusion des cors et des trompettes qui ne faisaient pas partie de l’orchestre.
Les auloi sont rangés dans deux grandes catégories : les auloi selon l'acception étroite du mot, c'est-à-dire les instruments à anche qui correspondent aux hautbois, clarinettes et bassons modernes, et les syringes qui correspondent aux flûtes modernes.
Aristoxène classait les auloi (au sens large) en cinq familles de tessitures, des plus aigües au plus graves :
- les parthéniens ou flûtes virginales (grec ancien : παρθένιοι, parthenioi), voix de jeune fille ;
- les enfantins (παιδικοί, paidikoi), voix de jeune garçon ;
- les citharistériens (κιθαριστήριοι, kitharisterioi), dans le registre de la cithare ;
- les parfaits (τελεῖοι, teleioi), baryton ;
- les plus-que-parfaits (ὑπερτελεῖοι, hyperteleioi), basse.

Les deux derniers (parfaits et plus-que-parfaits) sont regroupés dans la famille des andréioi (masculins). Selon Aristoxène, six auloi différents étaient fabriqués dans cette seule étendue des voix d'homme.
La classe des auloi a embrassé des instruments d'origine non grecque, le principal étant l'aulos phrygien. La musique grecque était caractérisée par la lyre, associée au mode dorien, alors que l'aulos (considéré comme exotique) était caractérisé par les modes phrygien et lydien associés aux nuances chromatiques.
Les Romains distinguent les paires de tibiae de longueurs égales (tibiae pares), de celles qui sont inégales (tibiae impares) appelées « phrygiennes ». Lorsqu'elles sont inégales, le tuyau aigu est dans la main gauche (tibia sinistra) et le grave dans la main droite tibia dextera.
La tibia se développe en une dizaine de sortes différentes (incluant les auloi grecs). C’est l’ancêtre du chalumeau, puis de nos hautbois et clarinettes ; leur son devait être proche de la tenora.
Les plus beaux exemplaires connus sont les tibiae découvertes en 1867 lors des fouilles de la ville de Pompéi ensevelie par l'éruption du Vésuve en 79. Deux paires ont été découvertes dans la maison de Caius Vibius, abandonnées par un professionnel dans sa chambre. Elles sont composées d'os, de bronze et d'argent.

### Aulos phrygien

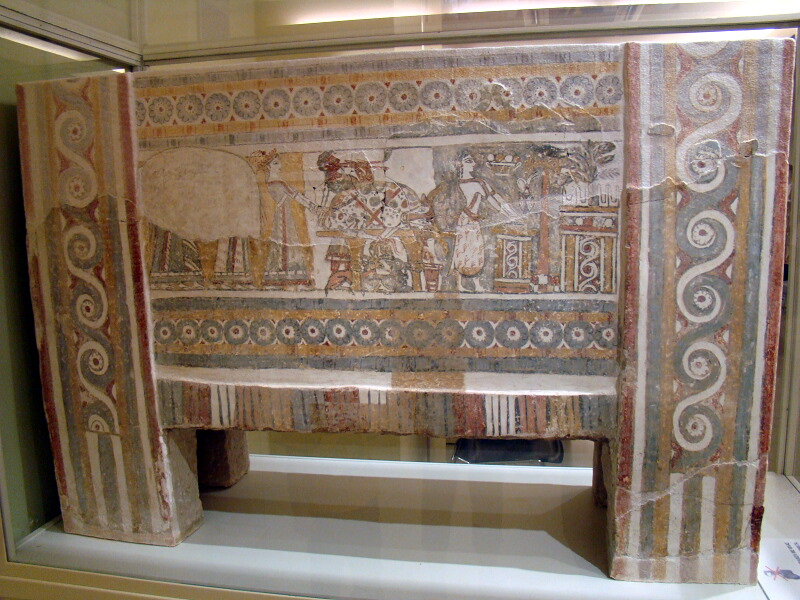
Aulos phrygien sur le sarcophage d'Aghia Triada, vers 1350 av. J.-C., musée archéologique d'Héraklion.

L'aulos phrygien est composé d'un tuyau droit et d'un autre terminé en forme de pavillon recourbé ; originaire de Phrygie, il ne s'est jamais popularisé en Grèce. Les tuyaux sont en général en buis, et cylindriques, l'un d'eux étant prolongé par une corne amovible (par exemple de bouvillon), ce qui permettait de le transformer en aulos grec.
Le diamètre intérieur de ses tuyaux était plus petit que les autres auloi, ce qui rendait un son plus grave, voire rauque. Il était utilisé principalement pour le culte de Dionysos et de Rhéa de Cybèle. Chez les Romains, c'est la tibia Berecyntia, la seule tibia ayant des tuyaux différents, dont le nom vient de la déesse Cybèle du mont Bérécynthe.
Ce serait d'après les témoignages et vestiges, le premier aulos arrivé chez les Grecs, d'abord en Crète, au temps de la civilisation minoenne avant la période mycénienne.

### Monaule
L'aulos simple s'appelle monaule, tout comme le musicien qui en joue. C'est un tuyau ouvert muni d'une anche double, généralement cylindrique et ne dépassant pas 40 cm, qui peut avoir un pavillon. Il se joue avec les deux mains et peut comporter 8 trous (les deux pouces servant au maintien).
Le monaule existait en Égypte antique ; mentionné par Sophocle (Ve siècle av. J.-C.) comme instrument exotique, il se répand à Athènes au IVe siècle av. J.-C. Mais c'est surtout à Alexandrie qu'il fut particulièrement apprécié.

### Plagiaule

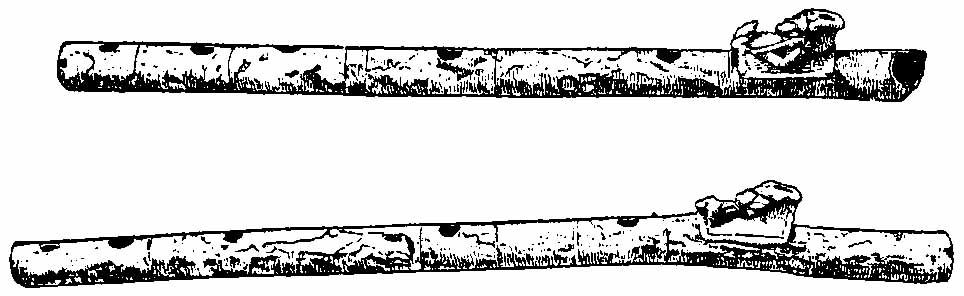
Deux plagiaules.

Le plagiaule ou « aulos latéral » est une variante tardive de l'aulos, à un seul tuyau, possédant une anche extérieure probablement de type simple, placée sur le côté, qui semble être tenu comme une flûte traversière (cette dernière est inconnue des Grecs). Son extrémité supérieure est complètement bouchée. Fabriqué en bois de lotus à l'époque hellénistique, il avait un son plutôt doux. Son origine est inconnue (phrygienne, libyenne, ou égyptienne). Dans la mythologie il est attribué à Pan et c'est l'instrument favori d'Éros et des satyres. On le trouve surtout à Alexandrie, dans les mains des bergers, dans les joyeux festins ou dans le culte de Sarapis. Deux exemplaires sont conservés au British Museum (collection Castellani) : ils sont en bois, recouverts de ceintures de bronze avec des viroles fixes, et possèdent respectivement 5 et 6 trous (dont un en dessous pour le pouce). Le mieux conservé des deux est orné d'un buste de Ménades.

### Ascaule
L'ascaule est une cornemuse sans bourdon, d'origine syrienne ou babylonienne (à préciser). Elle est composée d'un ou deux tuyaux mélodique à anche. La plus ancienne mention de cet instrument, extrêmement incertaine, vient de la Copa, poème attribué à Virgile dans lequel une cabaretière syrienne joue des raucos calamos. Dion Chrysostome fait allusion à un prince qui aurait appris à jouer de l'ascaule pour ne pas déformer son visage ; un passage de Suétone laisse croire qu'il s'agirait de Néron, dans l'affolement de la fin de son règne,.

## Facture de l'aulos
Les auloi sont composés de, :

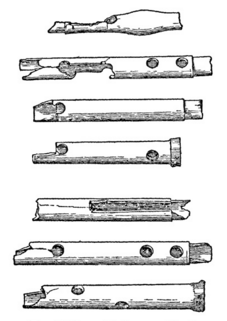
Dessin de fragments d'un aulos d'ivoire, musée d'Alexandrie.

- une anche battante simple ou double ;
- deux bulbes d'accord en forme d'olive (rarement trois) : l'holmos ou syrinx et l'hypholmion ;
- un tuyau cylindrique percé de trous.

Le syrinx (par analogie avec l'instrument du même nom) portant l'anche et l'hypholmion étant une rallonge interchangeable modifiant le ton de l'instrument qui est analogue au barillet de la clarinette moderne.
Joués le plus souvent par paires, les tuyaux des auloi étaient en général de même longueur ; il y a eu de rares exemplaires où les deux éléments étaient solidaires.
Les aulos étaient fabriqués sur commande pour les joueurs professionnels qui formulaient leurs désirs et leurs exigences auprès du facteur d’instruments ; par conséquent, chaque aulos était pour ainsi dire, unique.
Certains auloi atteignaient des prix considérables : Isménias de Thèbes paya 7 talents son aulos (soit 600 fois le prix d'une trompette en bronze). Il arrivait donc que les artistes confectionnent eux-mêmes leurs instruments ou les revendent.

### Roseau
Le roseau provenait de Béotie (des zones marécageuses autour du lac Copaïs) ou de Phrygie (vers Célène). L'espèce Arundo donax (canne de Provence) était utilisée exclusivement et devait avoir grandi dans des conditions très particulières. Le roseau à aulos devait pousser au moins deux ans dans l'eau, un phénomène qui se produisait environ une fois tous les neuf ans à la suite des crues créées par de fortes pluies. Les plantes baignées en permanence grossissaient et servaient à la fabrication des anches, les autres pour les tuyaux.
Les Romains l'appelaient harundo tibialis, et leurs meilleurs plants provenaient de Sicile, dans une île proche de Termini Imerese.

### Anche
L'anche de l'aulos est toujours battante. Historiquement elle a d'abord été double, avant d'être concurrencée plus tard par sa version simple.
Double (grec ancien : ζεῦγος) ou simple (grec ancien : γλῶττα, en latin ligula ou lingula parce qu'elle ressemble à une petite langue), c'est la partie principale de l'aulos ; elle est soigneusement taillée dans une tige de roseau, matière toujours utilisée pour cette destination. Les anches ont une forme de trapèze allongé.
La préparation des anches était un procédé de fabrication très précis, il y avait par conséquent beaucoup de ratés. La croissance du roseau influait sur la qualité des anches : la saison de récolte et le temps de séchage ont changé au moment où l'aulète Antigénidas a enrichi la musique avec le jeu ornementé, réforme qui changea l'époque de coupe du roseau. Cette nouvelle utilisation nécessitait des anches plus souples qui permettaient de plus amples vibrations. L'anche devait être humectée un temps par la salive de l'aulète avant d'être pleinement opérationnelle. C'est une pièce délicate et coûteuse qui s'usait et qu'il fallait renouveler. Les aulètes en avaient ainsi plusieurs paires qu'ils rangeaient entre chaque utilisation.

### Tuyaux

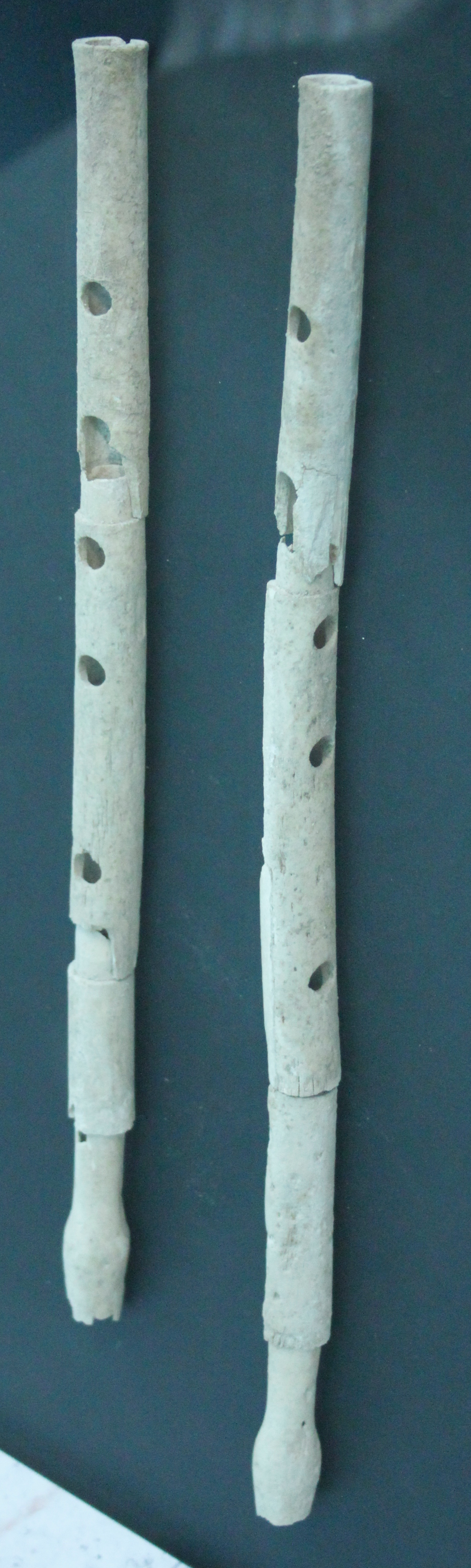
Tuyaux d'auloi en os de cerf,, musée archéologique national de Paestum.

L'aulos classique se compose d'un tuyau cylindrique et ouvert.
La matière utilisée pour les tuyaux eux-mêmes est généralement : le roseau, le buis, l'os ou l'ivoire (la matière n'influe pas sur le timbre). L'os d'âne était le plus courant ; la jambe de cerf, utilisée à Athènes, était plus chère.
L'aulos commun en Grèce est toujours taillé dans une tige de roseau.
Les auloi luxueux à destination des musiciens professionnels sont fabriqués avec des matériaux rares : ivoire, ébène, bronze fin, argent, orichalque.
L'ivoire est la matière privilégiée pour les instruments de luxe, le tuyau est alors composé de plusieurs pièces soigneusement encastrées. Parfois le tuyau est entièrement revêtu d'une feuille de bronze. Quelques tuyaux de tibiae trouvés à Pompéi sont décorés de petits masques (ou mascarons).
Les instruments en bon état ont une longueur de 30  à   58 cm (des longueurs inférieures aux clarinettes modernes qui font plus de 60 cm). Les fragments de tuyaux ont un diamètre intérieur compris entre 7,7  et   15 mm avec une épaisseur de paroi d'environ 1,5 mm.

### Trous
Le tuyau était initialement percé de quatre trous : un pour chaque doigt, le pouce servant au maintien. Un système de viroles permet ensuite d'obtenir jusqu'à 15 trous. Certains auloi, munis de mécanismes spécifiques, comportaient jusqu'à 24 trous par tuyau (comme l’aulos d’Axos au Musée de Candie, à Héraclion).
Le diamètre des trous sur les aulos qui nous sont parvenus varie entre 0,80  et   1 cm. Les trous étaient probablement percés au fer rouge, en général de forme ronde ; quelques instruments présentent des trous allongés peut-être pour permettre une occlusion partielle avant l'invention des tubulures latérales. L’obturation partielle d'un trou pouvait produire les deux altérations d’une note, chaque trou pouvant ainsi donner trois notes.
Sur un exemplaire d'aulos double qui nous est parvenu entier avec des tuyaux intacts, conservé au Musée du Louvre et datant de la fin du IVe siècle, on observe des trous formant des intervalles exprimables par des rapports numériques simples.
La musique antique ne connaissait pas l'harmonie : les chanteurs et les instrumentistes jouaient la même mélodie, à l'exception de rares écarts de solistes expérimentés. L'utilisation de paires d‘auloi n'était pas destinée à jouer des notes ensemble pour créer des accords mais pour doubler le nombre de notes et produire des intervalles serrés dont les trous auraient été trop rapprochés pour être percés sur le même tuyau. Aucun théoricien de cette époque ne décrit d'harmonie simultanée, et aucun texte musical ne présente des accords La syrinx (du même nom que la flûte de Pan) est un dispositif datant du IVe siècle av. J.-C. dont peu de détails sont connus : ce serait une allongue mobile permettant de prolonger le tuyau et de modifier la gravité et le volume du son.

### Viroles

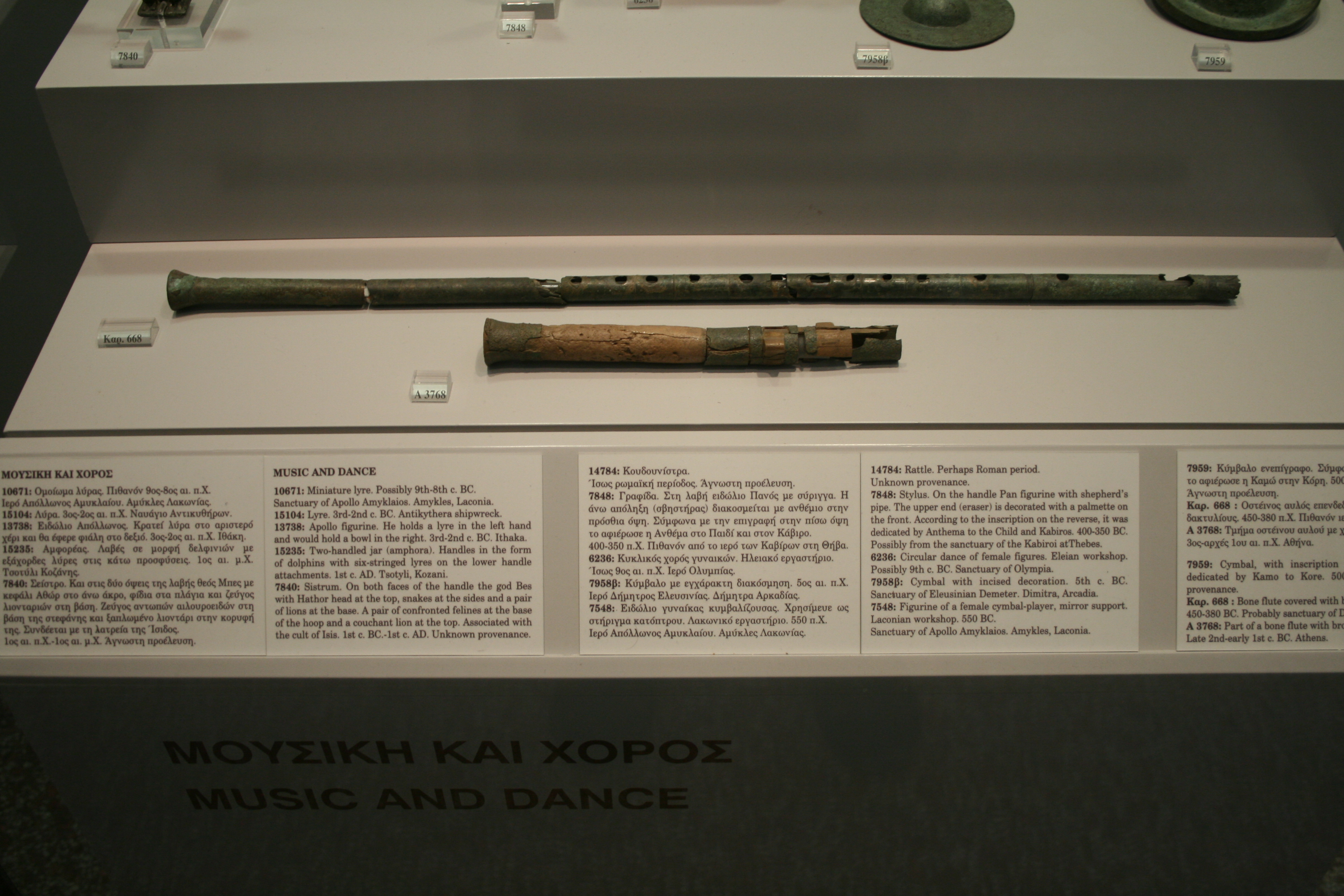
Vestiges d'auloi avec viroles,, musée national archéologique d'Athènes.

La virole, équivalent de la clé moderne, a été inventée dans la deuxième moitié du Ve siècle av. J.-C., probablement par l'école de Thèbes. Constituée de bronze ou de laiton, elle est aussi percée d'un trou et cercle le tuyau : en tournant ou en coulissant elle peut fermer le trou partiellement ou complètement. Ce système permet d'ajouter des trous (jusqu'à un total de 15) et de modifier les intervalles à volonté. Les trous destinés aux viroles sont rectangulaires et latéraux. C'est un certain Diodore, dont Pollux ne donne aucune information, qui a inventé ce système.
Les trous supplémentaires disponibles à volonté ont permis à un même aulos de jouer plusieurs modes ; selon Aristoxène, Pronomos de Thèbes aurait perfectionné le système et pu jouer tous les modes sur un même instrument,.
Une petite tubulure vissée ou soudée sur les viroles permettait de rendre le procédé d’obturation partielle parfaitement juste : les aulos étaient alors chromatiques, grâce à un procédé que l’on retrouve sur certains instruments modernes (système Boehm).
Les dispositifs mécaniques se sont diffusés à partir du IIe siècle.
Des tubulures coniques latérales ont été trouvées sur des auloi phrygiens datant d'après le IIe siècle de notre ère.

## Accessoires

### Phorbéia
La phorbéia (grec ancien : φορϐειά, latin : capistrum) est un accessoire en cuir, qui ressemble à une muselière. Elle serre les joues en passant devant la bouche, et possède un ou deux orifices pour faire passer les embouchures de l'aulos. Elle peut être constituée de trois pièces :
- une large bande de cuir qui passe devant la bouche et enserre les joues, nommée phorbéion[86] ;
- une sangle reliée au phorbéion par deux anneaux, qui passe derrière la tête ;
- une lanière aussi reliée au phorbéion, qui passe au sommet du crâne.

Elle était certainement décorée de dorures ou de broderies.
Les aulètes la portaient toujours (théâtres, concours musicaux, compétitions sportives, combats, etc.), seules les aulétrides n'en portaient pas. Le jeu des instruments à anche demandait une grande puissance de souffle (y compris les trompettes) et, dit-on, déformait le visage. La phorbéia avait plusieurs rôles :
- empêcher les lèvres de vibrer[88] ;
- soulager la tension des joues ;
- réguler l’émission d’air en utilisant la bouche comme un réservoir[89]. Cela laisse penser qu'on utilisait le souffle continu et dès lors, la phorbéia serait l'équivalent du la pirouette sur certains hautbois populaires (de perce conique) joués dans le Maghreb.

Attestée de l’époque archaïque jusqu’à l’époque romaine, sa première représentation date du début du VIIe siècle av. J.-C. (sur un pithos du Musée de Tinos).

### Étuis
La gaine à aulos et constituée à l'époque classique d'un sac en cuir non tanné (la sybènè) qui sera remplacé plus tard par un étui en buis divisé en deux compartiments, un pour chaque tuyau.
Un autre étui, accroché au premier et appelé glottokomeion, servait à ranger les paires d'anches,.

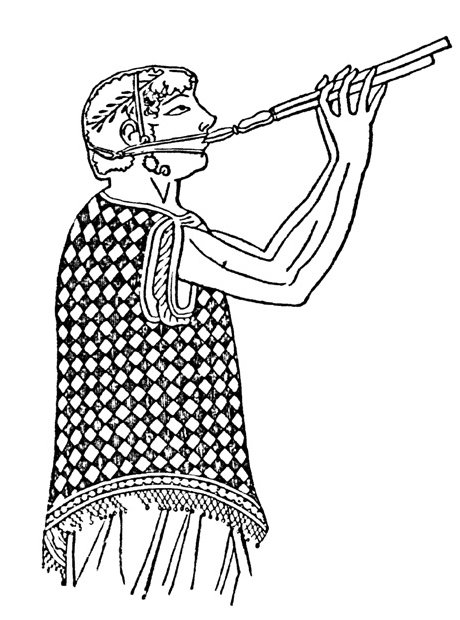
Dessin d'un aulète avec phorbéia.
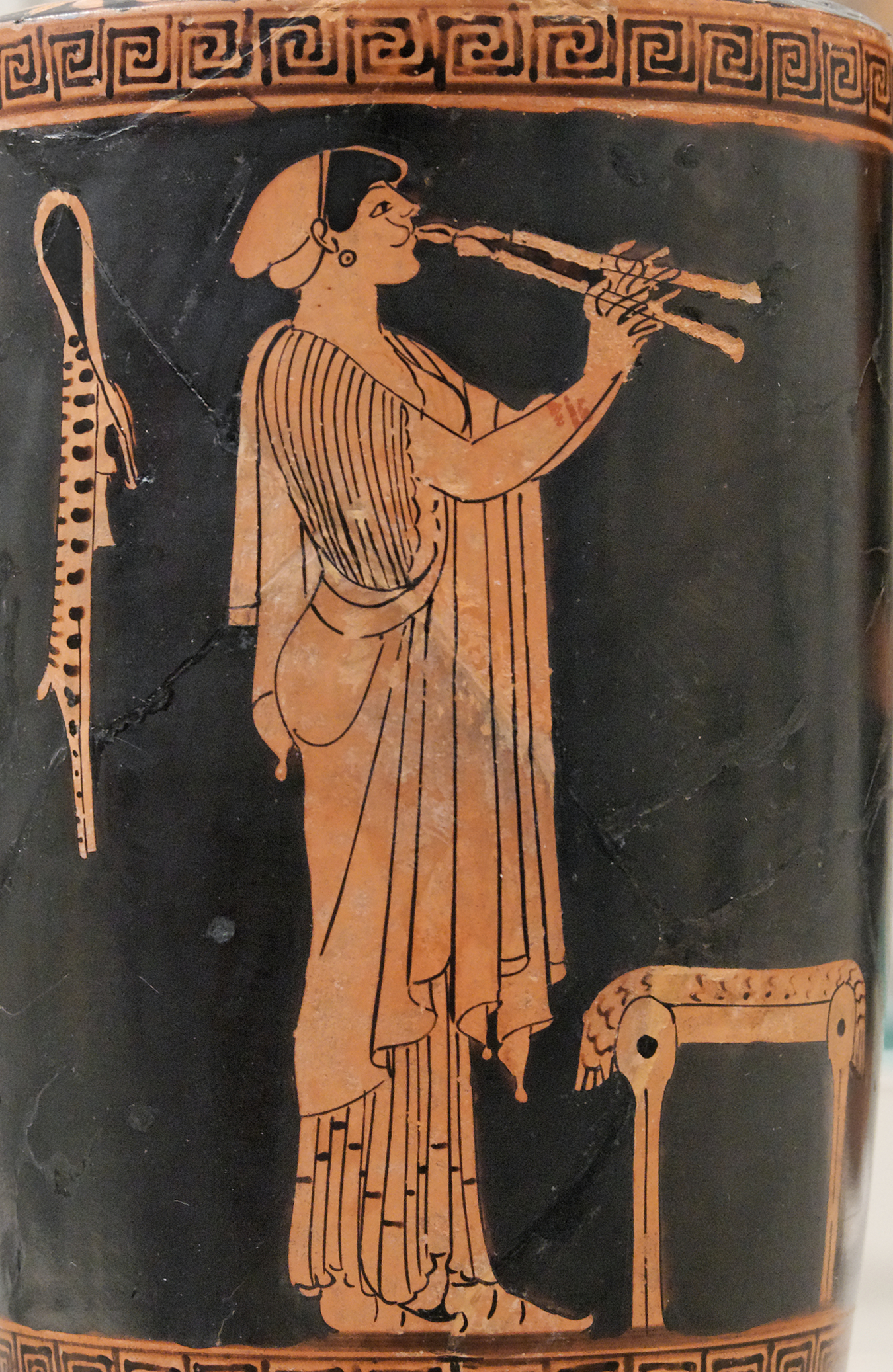
Aulétris avec un étui, 480 av. J.-C., Metropolitan Museum of Art.
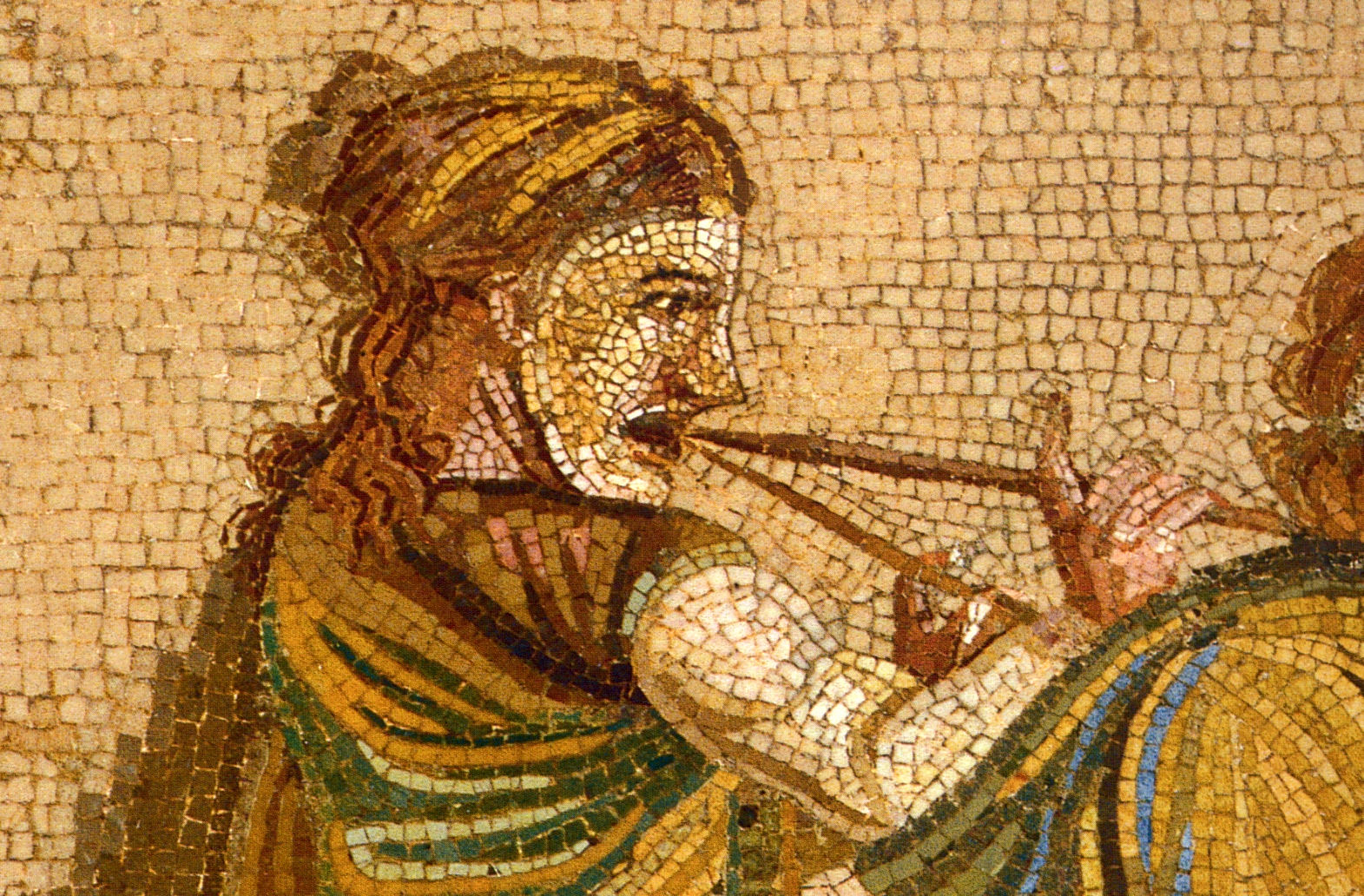
Femme jouant de l'aulos, mosaïque de la villa de Ciceron à Pompéi.
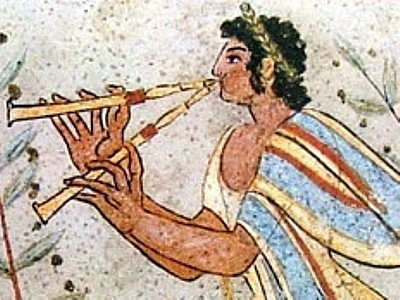
Musicien de la tombe des Léopards à Tarquinia.

### Scabellum

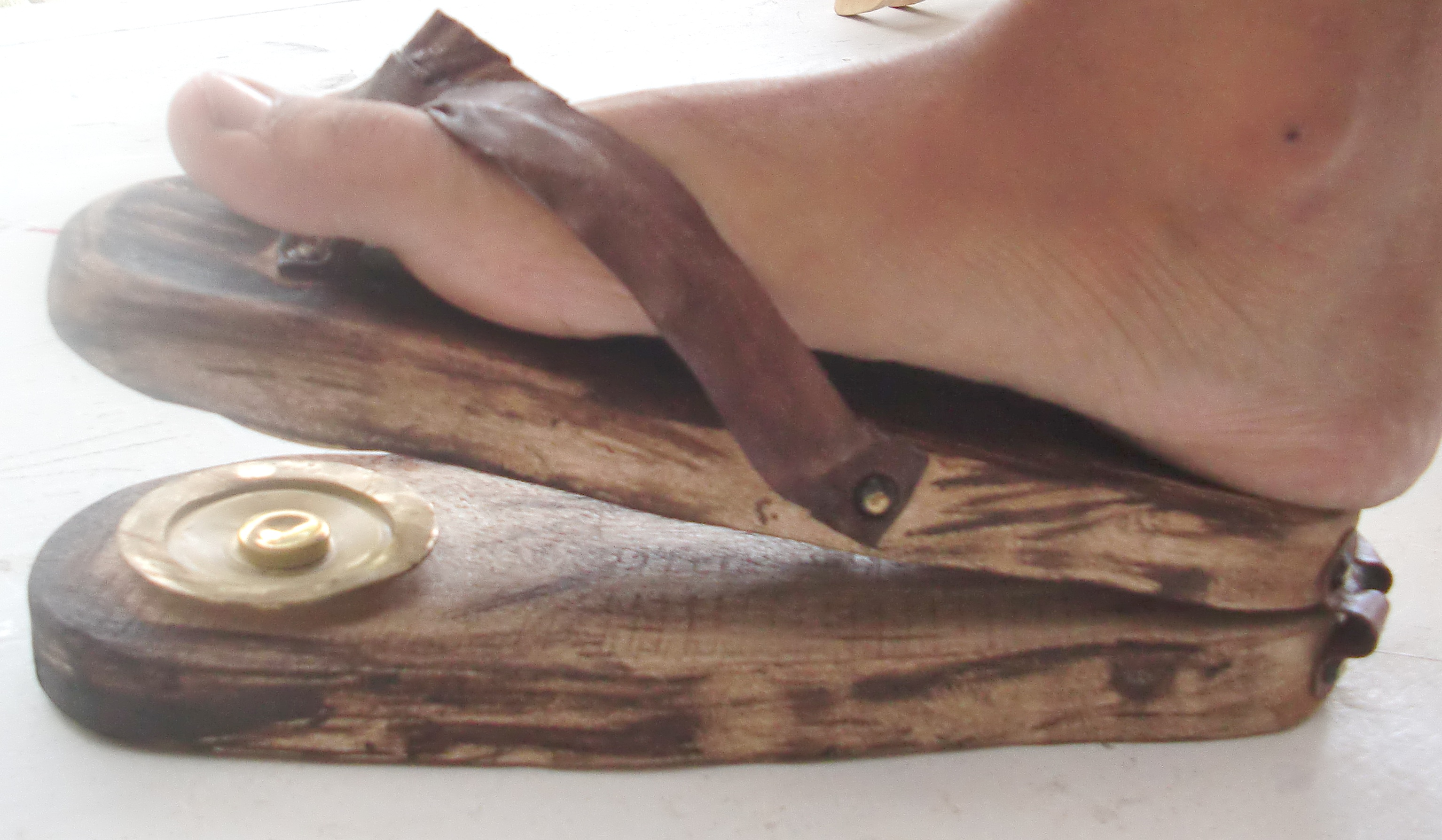
Reconstitution d'un scabellum, instrument des aulètes de la Rome antique servant à marquer le rythme.

Le scabellum était un instrument de percussion, porté par le pied droit, servant à marquer le rythme dans l'antiquité.

## Jeu
L'aulète joue en général debout ; quand il est représenté assis, il s'agit souvent d'une répétition ou d'une leçon accompagnée. L'aulos se tient à pleine main, le pouce en dessous, de nombreuses représentations plaçant le petit doigt de l’aulète sous l'instrument, plus pour le soutenir que pour jouer avec. Le tuyau d'aulos se jouait rarement seul, presque toujours par paires : l' « auloi double » était simplement désigné par le singulier « aulos », et les deux auloi, un dans chaque main, étaient joués simultanément, soit accolés soit formant un angle d'approximativement 45 degrés.
Quel que soit leur mode de fabrication, les auloi sont des instruments instables et donc très difficiles à maîtriser pour obtenir un jeu correct. L'aulète doit mettre les deux anches dans la bouche et souffler vigoureusement, ce qui fait intervenir tous les muscles du visage. Une longue pratique est nécessaire pour ne pas être défiguré, même en portant une phorbéia.
En plus du contrôle du souffle et de la dextérité nécessaire au maniement de l'instrument, les aulètes jouaient physiquement avec des expressions du haut du visage et des mouvements harmonieux de tout le corps. Ces mouvements rythmiques étaient complétés des pas de danse lors de certaines processions. Ce jeu faisait partie de l'aulétique. Tryphon cite d'ailleurs une longue liste de compositions aulétiques qui comportaient toutes un accompagnement dansé.
La pratique des véritables artistes comportait, en plus de la maîtrise du souffle et de la virtuosité du doigté, des ornements, des mordants, des traits analogues à nos trilles, etc.

### Dans l’orchestre
L'aulète qui joue dans un ensemble le dirige, et marque la cadence avec une semelle épaisse ou un scabellum.
La pantomime, accompagnée jusqu’au Ier siècle av. J.-C. par un solo d’aulos, est à partir de Pylade, jouée avec un grand orchestre composé d’un chœur et de nombreux instruments (tibiae, syrinx, lyres, citharae, tambourins, cymbales et scabella).
Chez les Romains, le rôle de chef d'orchestre est tenu par un soliste appelé « premier tibicen » (ou encore protaules ou protaula). Il y a parfois un « deuxième tibicen », appelé aussi hypaules ou hypaula.

### Répertoire musical

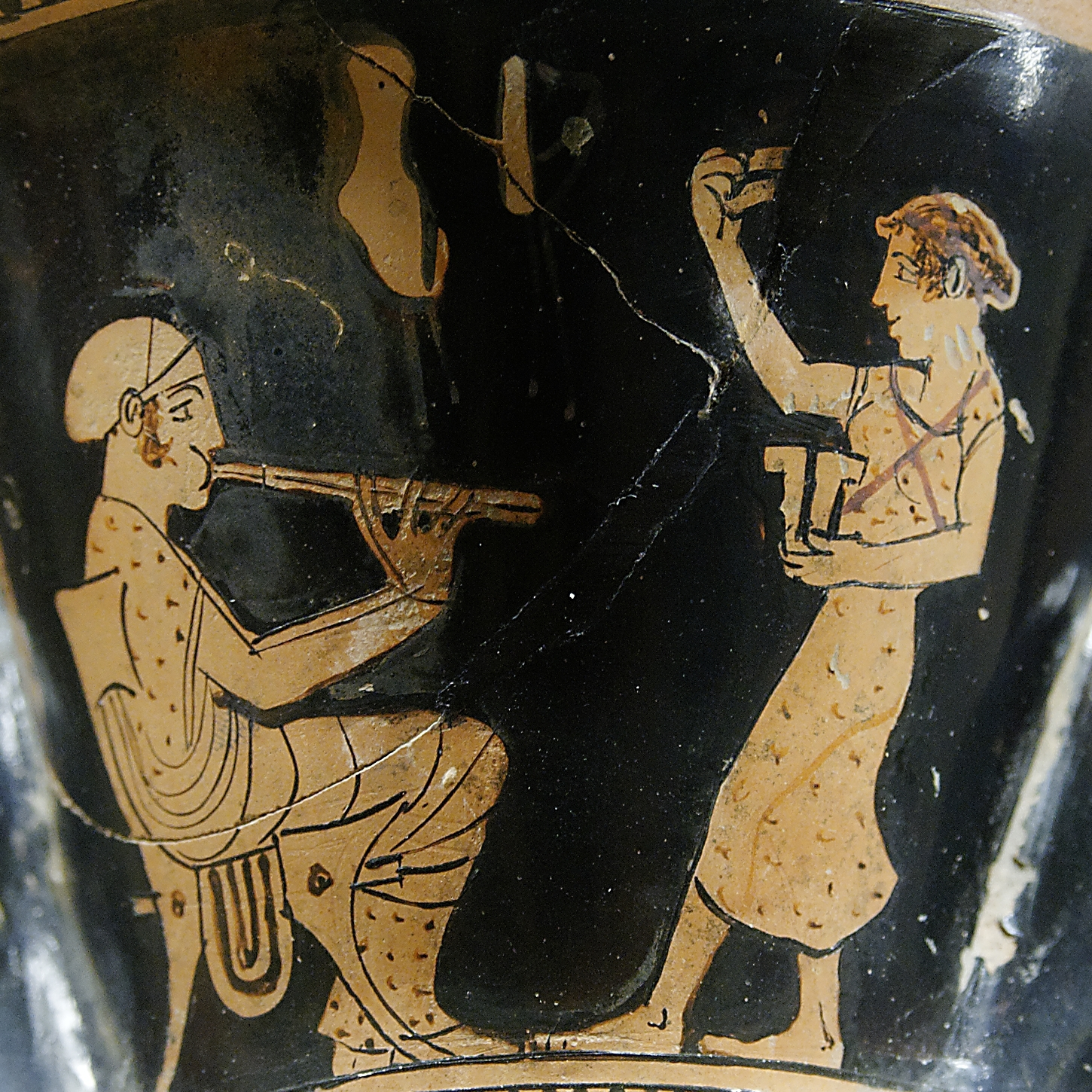
Aulétris et danseuse avec crotales, sur le col d’un rhyton en forme de tête d’âne, 470-460 av. J.-C. - Musée du Louvre.

L'aulos est un instrument polyvalent : il se joue seul, en duo, avec une cithare, avec un chanteur, avec un chœur ou comme partie d'un ensemble plus complexe. Son répertoire est composé de ritournelles traditionnelles qui avaient de nombreuses fonctions rituelles et sociales. Par exemple pour cadencer le travail on trouve un air des vendanges ou du pressoir (épilènion aulèma), et un air du mondage du grain (ptistikon aulèma) ; il existait aussi un air des pêcheurs, ou encore un air des boulangers. En 369 av. J.-C., Épaminondas a imposé des morceaux de Sacadas d'Argos et de Pronomos de Thèbes au ouvriers qui construisaient les murs de Messène. Des airs joués à l'occasion de libations, de funérailles ou de rites orgiastiques (culte de Cybèle). Aussi, pour animer une armée, une procession, une fête nuptiale, un banquet, etc.
Les morceaux d'apparat, joués par les virtuoses avaient à l'origine un caractère religieux. Ce sont les nomes attribués aux personnages mythologiques. Les premiers nomes datés ont été joués au VIe siècle av. J.-C. par deux grands virtuoses, Polymnestos et Sacadas.
Le plus célèbre air à programme est le morceau de concours obligatoire aux Jeux pythiques qui peignait en cinq sections le combat d'Apollon contre Python, écrit par Sacadas. Le nome pythique était le morceau le plus difficile à jouer, et seuls les plus grands virtuoses participaient au concours, le règlement permettant aux juges et au public de chasser les musiciens qui jouent mal.
Le duo concertant, où l'aulos accompagnait la cithare, a été créé au VIe siècle av. J.-C. par l'école d'Épigone et perfectionné par Lysandre de Sicyone. Le duo d'aulos et de chant (aulodie) constitue la branche la plus importante de la composition aulétique : il était à l'origine composé d'élégies chantées dans les cérémonies funèbres, les banquets ou les concours. Chez les Romains, le principal répertoire de la tibia est la choraulie.
La tragédie et la comédie latines étaient accompagnées de musiciens. Avec Plaute, un tibicen présente les thèmes qui seront joués pendant le spectacle ; Marcipor, esclave d’Oppius, a composé les mélodies de son Stichus. Flaccus, esclave de Claudius, a été le compositeur préféré de Térence (il a écrit la partie musicale de cinq de ses pièces), et a joué lui-même en utilisant selon les morceaux soit une tibia dextera soit une tibia sinistra.

## Aulètes

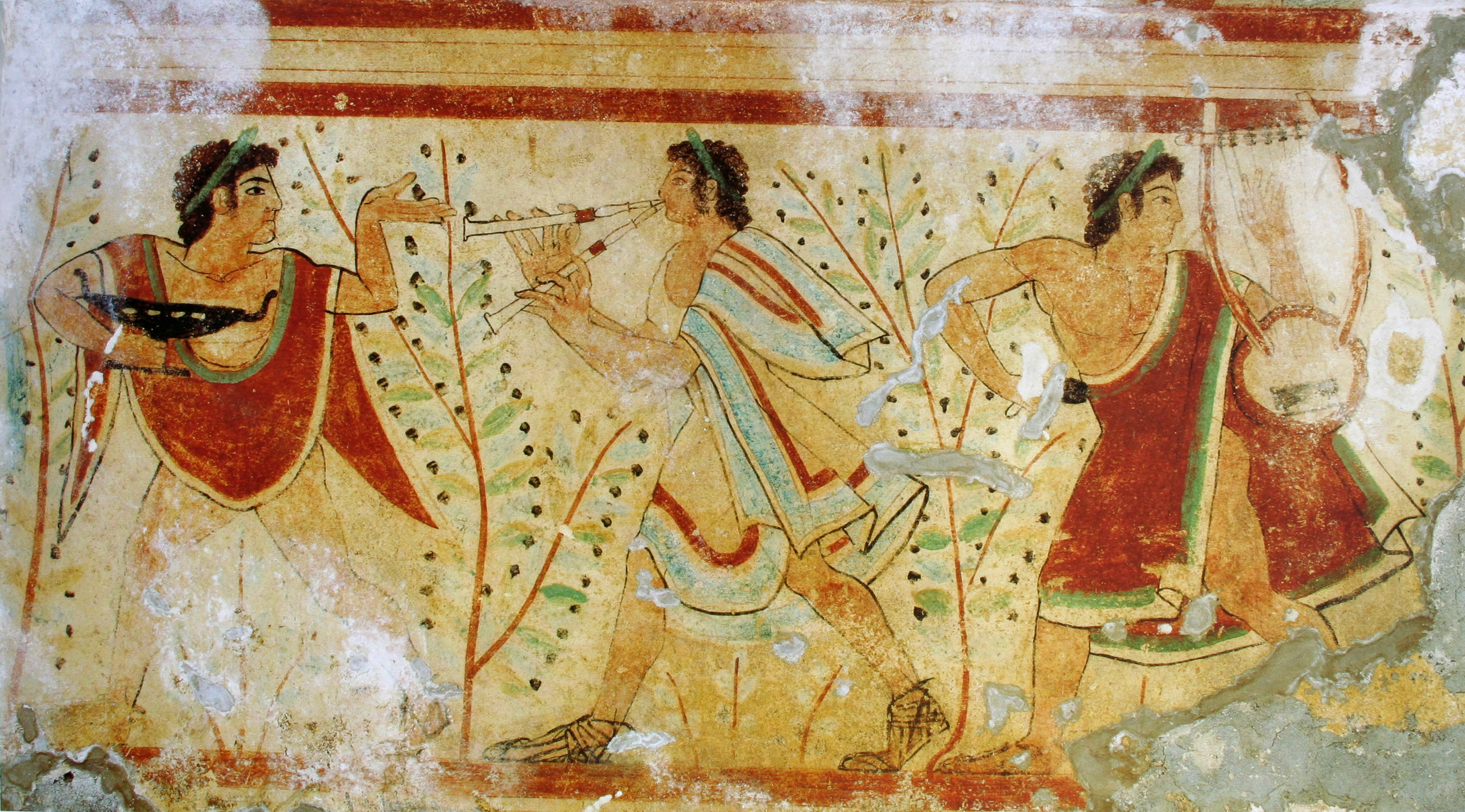
Danseurs et musiciens, sur la tombe des Léopards,

La profession d'aulète ou de tibicen était très mal considérée : cet instrument étant difficile, beaucoup ne jouaient pas bien. Les aulètes célèbres qui gagnaient bien leur vie sont plutôt l'exception.
Pronomos de Thèbes (fin du Ve siècle av. J.-C.) a été reconnu comme le meilleur aulète de l'école thébaine par sa virtuosité et son jeu physique ; Canos de Rhodes a aussi montré une technique parfaite. Au IVe siècle av. J.-C., l'aulète Antigénidas a introduit le jeu modulé, évoquant des « modulations de miel »qui a entraîné un changement dans la fabrication des anches. Timothée de Thèbes, originaire de Béotie, a gagné en 360 av. J.-C. le concours des Grandes Dionysies à Athènes, en jouant le dithyrambe nommé Ajax furieux, écrit par Timothée de Milet, accompagné par le chœur de la tribu attique Pandionide. Il a par la suite fait la gloire de l'école thébaine. Selon Théophraste, c’est Andron de Catane qui aurait inventé la danse associée au jeu de l'aulète, imité ensuite par Cléolas de Thèbes. Lucien de Samosate cite un élève de Timothée nommé Harmonidès
Les aulètes passent leur temps à voyager pour donner des récitals. Certains sont de véritables vedettes et gagnent beaucoup d’argent, en particulier sous le règne d’Auguste. D’autres musiciens célèbres sont cités par les textes : Isménias, aulète, Canus, choraule du Ier siècle ; Myropnus, choraule de la fin du IIe siècle, esclave qui avait la particularité d'être nain ; Princeps, soliste et accompagnateur du pantomime Bathylle, et Tiberius Claudius Corinthus, musicien du pantomime Pâris. Les citharèdes, avec les tibicines, font aussi partie des vedettes, mais aucun autre instrument n'a eu ce succès.

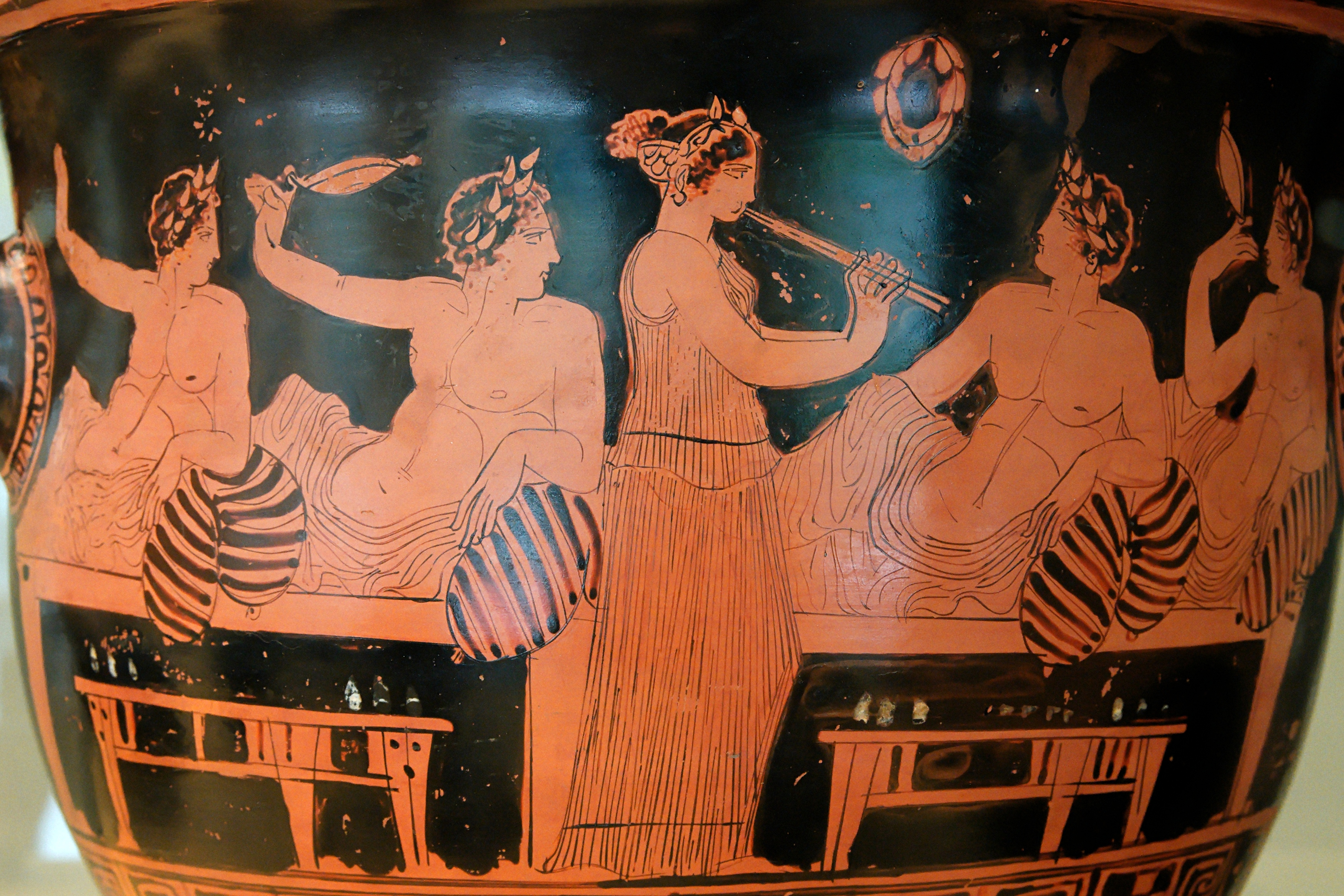
Une femme joue de l’aulos dans un banquet (-420) - Musée archéologique national d’Espagne.

Même si les femmes ne peuvent participer ni aux concours ni aux spectacles à l'exception du mime, elles pratiquent la musique, surtout à partir du Ier siècle. On retrouve même l'épitaphe d'une esclave affranchie d'origine grecque, Licinia Sélènè, qui était choraule. Les femmes prennent une large place dans les concerts, et surtout dans les banquets (ou sympósion) dans lesquels elles sont le plus souvent représentées habillées d'un chiton et parées de quelques bijoux.
Flavius Restitutus et Albius Verinus, deux tibicines, officiaient en Gaule auprès de prêtres du culte taurobolique : Flavius Restitutus, affranchi (Lyon dans les années 190 à 200, et Valence autour de 204), et Albius Verinus à Valence (autour de 207),. Même si les femmes avaient une place importante dans ce culte, aucune ne faisait partie des musiciens.

### Corporations
Les aulètes se regroupaient en corporations ou collèges (en latin, collegia), et ceci dans tout l'Empire romain. Les membres d'un collegium s'appellent des collegiati. Selon Plutarque, la première corporation aurait été fondée au VIIe siècle av. J.-C.,. Les premières attestations datent de 150 av. J.-C., mais à la suite d'abus le droit d'association a été sévèrement limité par Auguste.
À Rome, la plus puissante association s'appelait collegium tibicinum romanorum qui sacris publicis praesto sunt (« collège des tibicines romains préposés au culte public »). À partir d'Auguste, tibicines et scabillarii se regroupent aussi, comme dans le collegium scabillariorum. Une corporation appelée Collegium Tibicinum M(atris) D(eum) Id(aeae) est attestée à Sibaria en Tarraconaise.
Les membres de collèges romains élisaient des dirigeants qui obtenaient alors des titres prestigieux (curatores, magistri, quinquennales), cependant réservés aux musiciens aisés : l'exercice de ces pouvoirs nécessitait des dépenses importantes à l'égard de la communauté. Par exemple, en 102, Tiberius Iulius Tyrannus, du collegium tibicinum et fidicinum romanorum, obtient le titre d'immunis perpetuus (exempté perpétuel) qui le dispense de cotisation. En 200, Caius Praecilius Serenus obtient deux fois le titre de quinquennalis, ce qui est exceptionnel.

### Apprentissage
L'aulos est l'un des deux instruments appris par les jeunes Athéniens, avec la lyre. L'apprenti musicien passe plusieurs années dans la maison de son maître, avec éventuellement d'autres élèvesMassin 1997, p. 48. L'enseignement de la musique, qu'elle soit instrumentale ou vocale, se faisait à l'oreille ; la notation, réservée aux théoriciens, n'en faisait pas partie.
Le jeu de la tibia nécessite un souffle naturellement puissant qui doit être fortifié par l'exercice, le but étant de garder pendant le jeu un visage gracieux et mobile, à l'image de l'aulète Pronomos. Cependant, Caphisias, aulète de l’époque d’Alexandre le Grand, est connu pour avoir giflé un de ses élèves qui jouait fort au lieu de jouer bien.
L'enseignement de l'aulos durait deux ou trois ans, ce qui permettait de jouer des auloi simples. Les professionnels jouaient des morceaux très difficiles sur des instruments sophistiqués et passaient jusqu'à quinze ans pour maîtriser un tel jeu.

## Religion et cérémonies

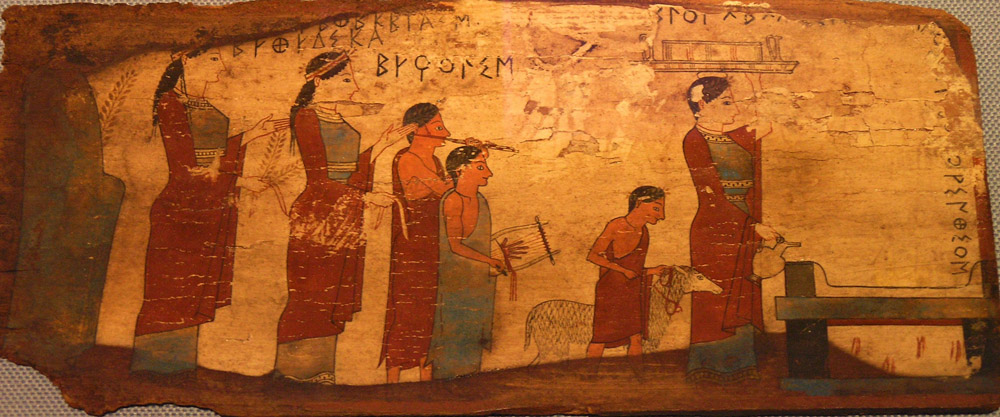
Aulos avec phorbéia (et lyre) pendant un sacrifice, 540 av. J.-C., musée national archéologique d'Athènes.

La musique participait à tous les actes religieux romains.
L'aulos faisait partie intégrante des sacrifices, rites majeurs des cultes publics : la musique accompagnait la libation précédant la mort ainsi que le sacrifice lui-même. D'origine étrusque pour les Romains, ce rite était autant pratiqué en Grèce qu'à Rome.
Cet usage remonte à l'époque mycénienne : le sarcophage d'Aghia Triada qui date du XIVe siècle av. J.-C. représente un aulos phrygien.
Le tibicen avait une place privilégiée parmi les assistants du prêtre ; sa musique permettait en particulier d'isoler la cérémonie des bruits extérieurs. Certains sanctuaires pouvaient même avoir plusieurs aulètes attitrés.
La cérémonie du sacrifice repose sur quatre éléments : tibicen, foculus, preces, prisca uerba (« Joueur de tibia, trépied, prières et antiques formules ») ; tout manquement ou interruption, volontaire ou non, est une offense aux dieux : l'acte est alors annulé et doit être recommencé. Le tibicen était l'assistant le plus important dans le sacrifice du suovetaurile.
L'importance des tibicines à Rome est démontrée par Tite-Live qui raconte leur exil de protestation. En 312 av. J.-C., le censeur Appius Claudius Caecus supprime le privilège qui leur permettait d'assister au banquet annuel dans le Temple de Jupiter capitolin. Les membres du collège des tibicines émigrent alors tous à Tibur, privant les cérémonies romaines de leur musique. Les Romains conviennent avec les Tiburtins d'enivrer les musiciens lors d'un jour de fête et les ramènent ivres morts à Rome où on leur accorde un autre privilège pour qu’ils restent.
Dans le rituel orgiastique de Dionysos, l'aulos est l'instrument par excellence des cérémonies. Il fait partie des instruments qui déclenchent la transe, avec le bombyx et le lotos.
L'aulos prédomine dans les funérailles, d'où les instruments à corde sont en principe exclus. L'aulète présent dès l'époque archaïque utilise chez les Grecs un aulos court donnant un son aigu. À l'opposé, les Romains préféraient le son grave de l'aulos phrygien.
Le caractère religieux du mariage implique la présence de l'aulos dans les cérémonies, particulièrement pour escorter le cortège nuptial. Il arrive même que des virtuoses célèbres y participent. Cet usage est aussi attesté en Étrurie et à Rome. Par exemple, Antigénidas a joué en 386 av. J.-C. pour le mariage d'Iphicrate et de la fille du roi Cotys Ier.

## Jeux panhelléniques

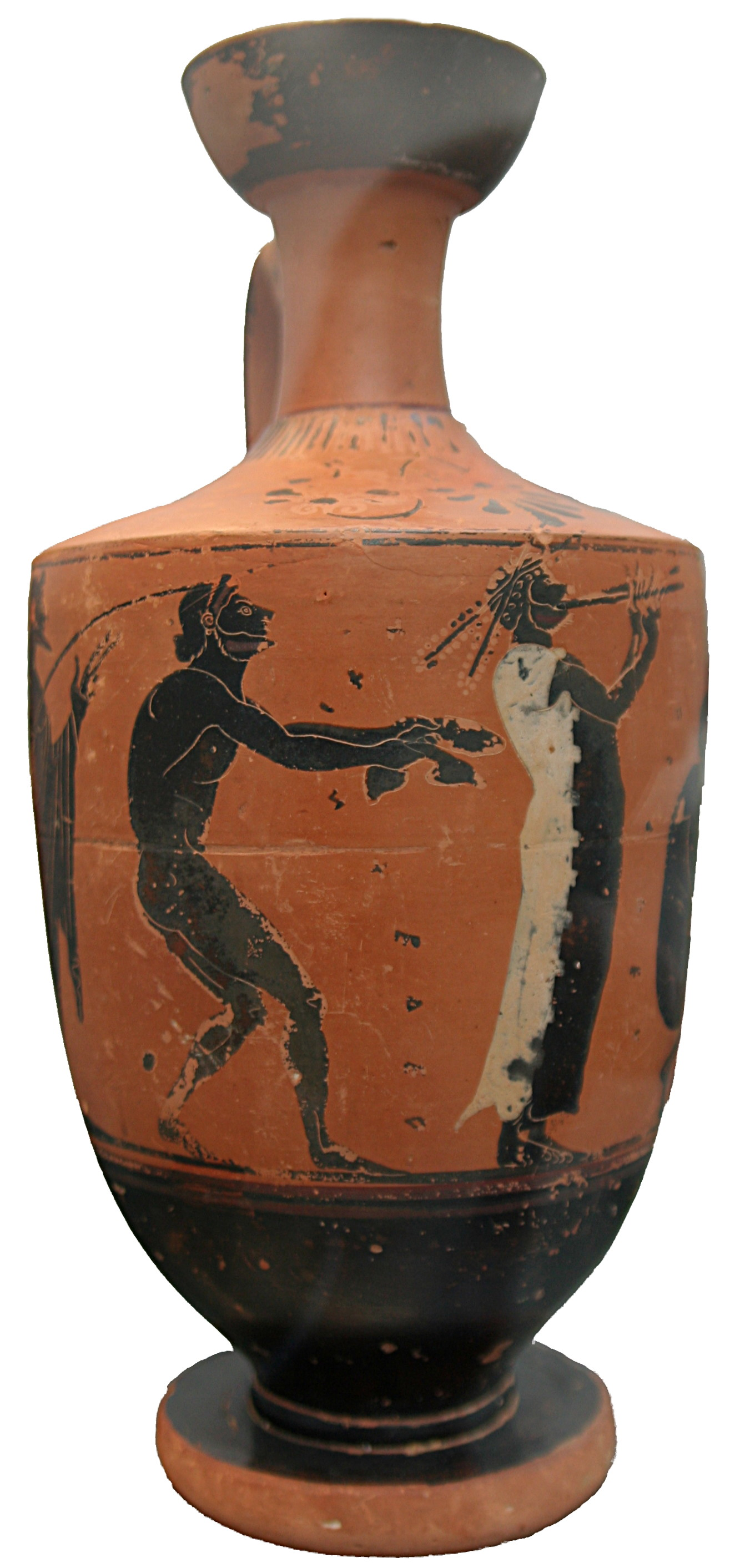
Athlète de saut en longueur (il s’aide de poids) et joueur d’aulos, sur lécythe, -500, Staatliche Antikensammlungen.

Le solo d'aulos fut introduit aux Jeux pythiques en 586 av. J.-C. : Sacadas d'Argos remporta le premier prix, ainsi que les deux pythiades suivantes. Cet exercice de musique descriptive devint un indispensable du concours. Le costume richement orné et brodé des aulètes était semblable à celui des citharèdes : une longue tunique flottante descendant jusqu'aux pieds, avec une veste sans manches et une couronne de lauriers. L'aulète jouait debout sur une estrade carrée. Il fut ensuite introduit au VIe siècle aux Panathénées, puis perdurera dans d'autres concours jusqu'au IIIe siècle de notre ère.
Les aulètes faisaient partie des vedettes des jeux. Comme tout concours olympique, celui d'aulos désignait un unique vainqueur. Ce dernier était sélectionné par un jury qui n'avait pas forcément des compétences musicales, et le public avait aussi son mot à dire. Il est arrivé qu'un pythaule gagne uniquement grâce aux acclamations du public.
À la fin des concours stéphanites, le vainqueur recevait symboliquement une couronne de feuillages, mais aussi des avantages en nature très importants (repas gratuits, rentes, places d'honneur), et surtout la gloire et la reconnaissance. À Rome, les vainqueurs obtenaient un grand privilège : la citoyenneté romaine.
Les aulètes solistes qui gagnaient les quatre concours de la période obtenaient le titre le plus prestigieux, celui de « périodonique ». Lucius Cornelius Corinthos de Corinthe a été périodonique, il a remporté en tout trente-quatre victoires dans le troisième quart du Ier siècle.
Le duo aulodique n'a été au programme des Jeux pythiques qu'en 586 av. J.-C., et a été gagné par l'arcadien Échembrotos. Il a toutefois été maintenu aux Panathénées.
Les jeux (les ludi) étaient à la base une cérémonie religieuse : ils commençaient par une journée d’ouverture qui comportait une procession inaugurale (la pompa et un sacrifice. Les processions, qui promenaient les images des dieux, étaient forcément accompagnées par des joueurs de tibia et leurs tibiae ludicrae, ainsi que par des trompettes.
Les concours romains comportaient trois parties : hippique, gymnique et musicale (agôn musicus). Cette dernière incluait sous l’Empire le mime et la pantomime. Les aulètes pythiques (ou pythaules) venaient de très loin (Chypre, Galatie).
L'aulos accompagnait les concours de lutte aux jeux Sthéniens d'Argos, certains exercices de voltige aux Panathénées, pour se généraliser à la pratique de la palestre athénienne, comme dans les concours de pugilat en Étrurie, ou encore dans les jeux du cirque à Rome.

## Utilisation militaire

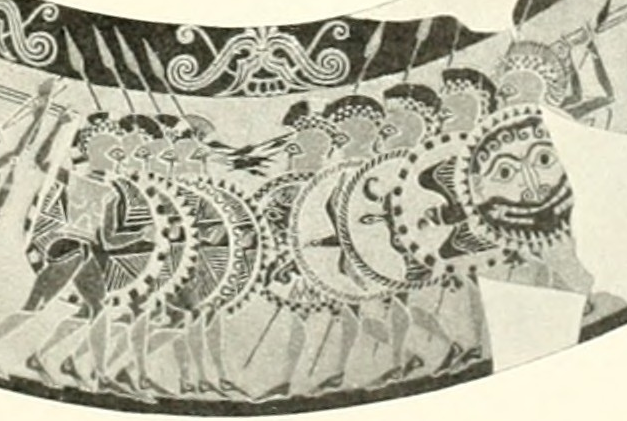
Tout à gauche, on voit les bras du joueur de aulos. Vase Chigi Musée Villa Giulia à Rome.

Plusieurs peuples utilisaient un instrument à anche équivalent à l'aulos dans leur musique militaire (comme les Lydiens). L'aulos est utilisé par l'armée à l'époque archaïque : il dirige les phalanges des Lacédémoniens pendant l'attaque avec l'« air de Castor », et est aussi utilisé au moment de la charge accompagnant le péan entonné par les guerriers. Selon la légende, Alexandre le Grand courait aux armes en entendant un aulète souffler le nome orthien.

### Aulètes de trières
Contrairement au Grand Siècle où les rameurs des galères royales étaient cadencés par d'énormes tambours, dans l’Antiquité c’est un aulète professionnel qui remplissait cette fonction. Ces professionnels s'appelaient trièraules ou trièraulètes. En effet, l’aulos avait un son puissant et perçant qui était perçu facilement à travers tous les bruits présents à bord d’une trière.
Ce rôle était primordial pour synchroniser un équipage qui pouvait comprendre jusqu’à 170 rameurs. Le trièraule faisait ainsi partie du commandement et travaillait de concert avec le quartier-maître (kéleustès), ce dernier lui transmettait les ordres, en particulier la vitesse que l’aulète retranscrivait dans le rythme de ses mélodies.
Le morceau joué pendant les opérations militaires se nommait trièrikon aulèma (air des trières), et l'érétikon (air des rameurs) était utilisé pour toutes les embarcations à rames.

## Mythologie

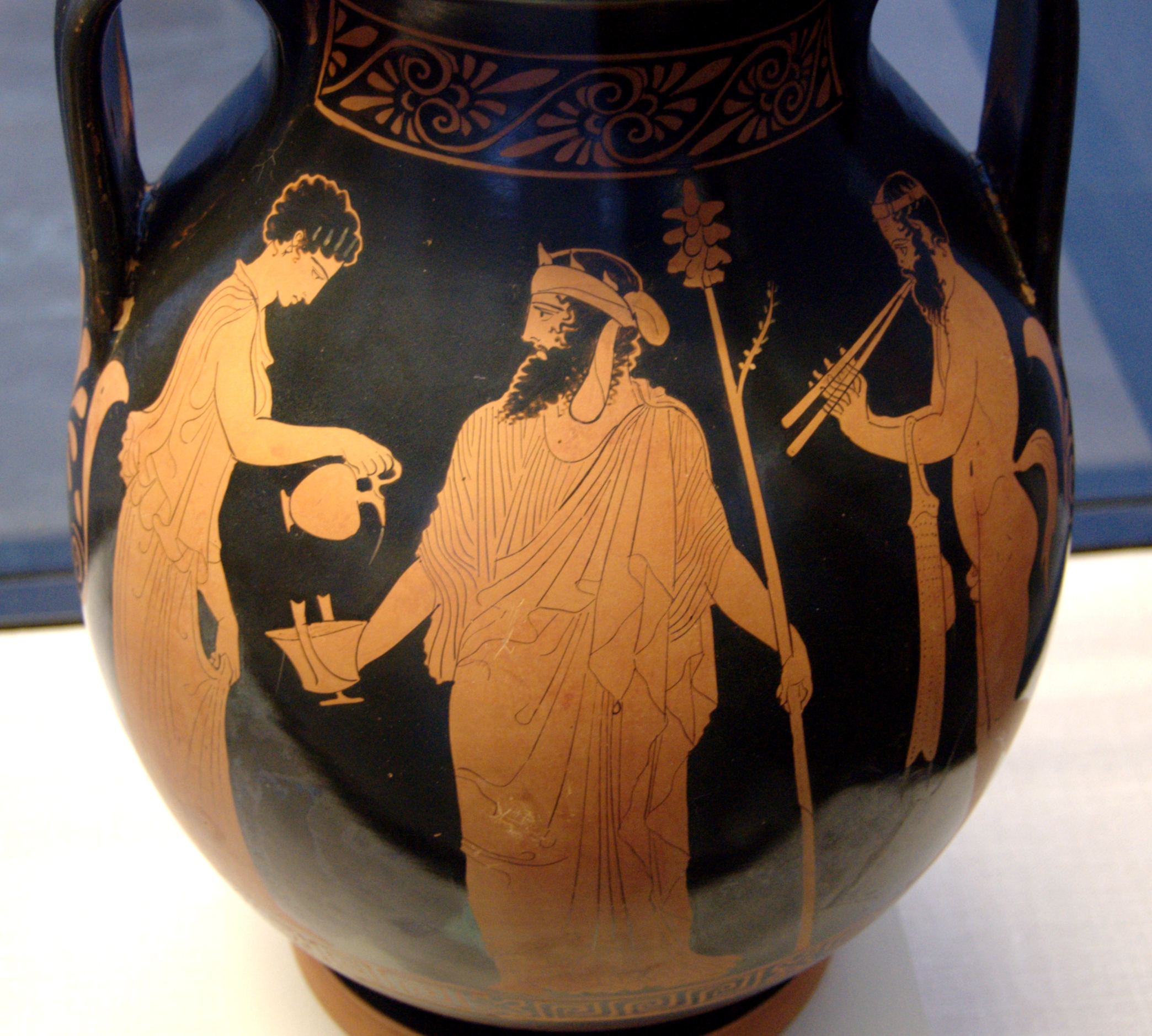
Ménade versant une libation à Dionysos, avec un Satyre jouant de l’aulos, sur pélikè, 430 av. J.-C. Staatliche Antikensammlungen.

### Récits sur l'origine
L'invention de l'aulos est attribuée à plusieurs personnages : d'abord Hyagnis, père de Marsyas, Marsyas lui-même - ou Olympos, fils et disciple de Marsyas, puis, à partir du Ve siècle av. J.-C., Athéna ou Apollon,. La famille de l'aulos, celle des instruments à vent avec anche, était associée à Dionysos, alors que la lyre était associée à Apollon. L'aulos apparaît dans la littérature archaïque à travers l'Iliade d'Homère, où seules deux mentions sont faites : une au début du chant X, l’autre au chant XVIII. L’aulos apparaît chez les dieux, dans son grand Hymne à Hermès, comme le premier des instruments de musique ; dans la XIIe Pythique de Pindare, il est fabriqué par les dieux.

### Concours musical entre Apollon et Marsyas

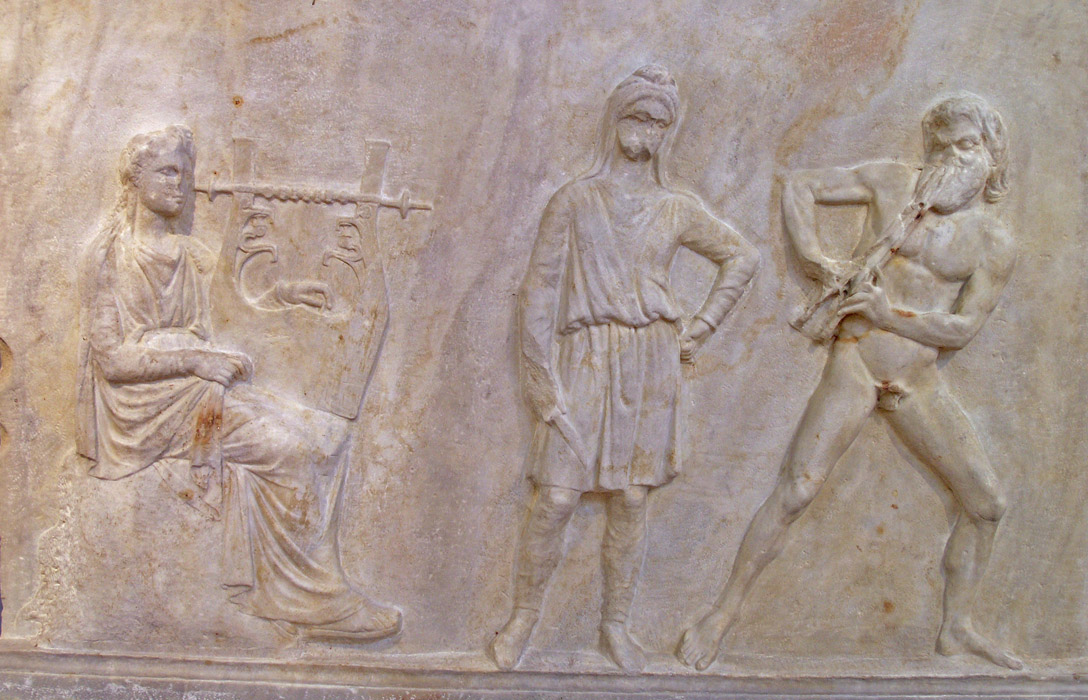
Marbre de Mantinée représentant le concours d'Apollon (avec une cithare) contre Marsyas (avec un aulos),

Plusieurs personnages ont défié Apollon, certains ont ensuite subi sa colère, tous ont perdu. Pan a défié Apollon sur le mont Tmole. Le juge était Tmolos, roi de Lydie, qui déclara Apollon vainqueur. Midas, roi de Phrygie, qui passait par là, récusa ce jugement. Apollon fit alors pousser des oreilles d’âne sur la tête de Midas.
L'affrontement le plus célèbre est celui de Marsyas et d'Apollon, il représente plusieurs oppositions métaphoriques : laideur contre beauté, aulos contre lyre, voix contre instrument, musique contre raison (logos), etc..
Ayant entendu le thrène des Gorgones, après que Persée eut tranché la tête de leur sœur Méduse, la déesse Athéna voulut reproduire le son de leur plainte mêlé au cri de victoire de Persée : pour cela elle inventa l’aulos et composa le nome polycéphale. Héra et Aphrodite la voyant jouer, se moquent de ses joues déformées. Après avoir vérifié qu'elles disaient vrai en se regardant dans un ruisseau, elle jette l'aulos.
C'est le satyre Marsyas qui le retrouve. Devenu un excellent aulète et grisé par sa propre musique, il défie le dieu Apollon, joueur de lyre. Apollon accepte à condition que le vainqueur fasse subir au vaincu le supplice de son choix. Les Muses sont choisies comme arbitres (parmi elles, Euterpe connaissait l’aulos). Une première épreuve ne réussit pas à départager les rivaux. Ensuite, Apollon retourne sa lyre et joue tout aussi bien ; ou alors, il se met à chanter. L'aulos ne permettant ni l'un ni l'autre, Marsyas est déclaré vaincu.
Apollon choisit comme supplice de suspendre Marsyas à un arbre et de l'écorcher, puis jette l'aulos dans le Méandre. Une fois sa colère passée, Apollon pris de remords aurait brisé sa lyre. Olympos (fils et élève de Marsyas, lui aussi grand aulète) l'inhuma. Ses amis, les nymphes et les satyres, venus pleurer formèrent avec leurs larmes et le sang de son corps la rivière Marsyas, affluent du Méandre. La peau de Marsyas fut suspendue (selon les légendes, dans une grotte à la source de la rivière Marsyas ou sur la place du marché) et dansait uniquement lorsqu’un aulos jouait un air phrygien.
L'aulos, emporté par le courant, échoue à Sicyone où le berger Sacadas le récupère puis le dédie à Apollon.